# ألان ديفيز (لاعب اتحاد الرغبي)
ألان ديفيز (بالإنجليزية: Alan Davies) ولد في 28 يناير من عام 1948 هو لاعب رجبي سابق، ثم أصبح مدرب، اتحاد الرغبي منتخب ويلز لاتحاد الرغبي من عام 1991 إلى عام 1995، وقد فاز ب (18) مباراة من أصل 35 مباراة. 
انتقل إلى نوتنغهام في سن العاشرة، وتخرج من كلية لوبورو ولعب لبعض الأندية الإنجليزية،

## التعليم
تعلم في Carlton le Willows Academy ‏.